# Timide (papillon)
Peridea anceps
Pour les articles homonymes, voir Timide.
Espèce
La Timide (Peridea anceps) est une espèce de lépidoptères appartenant à la famille des Notodontidae.

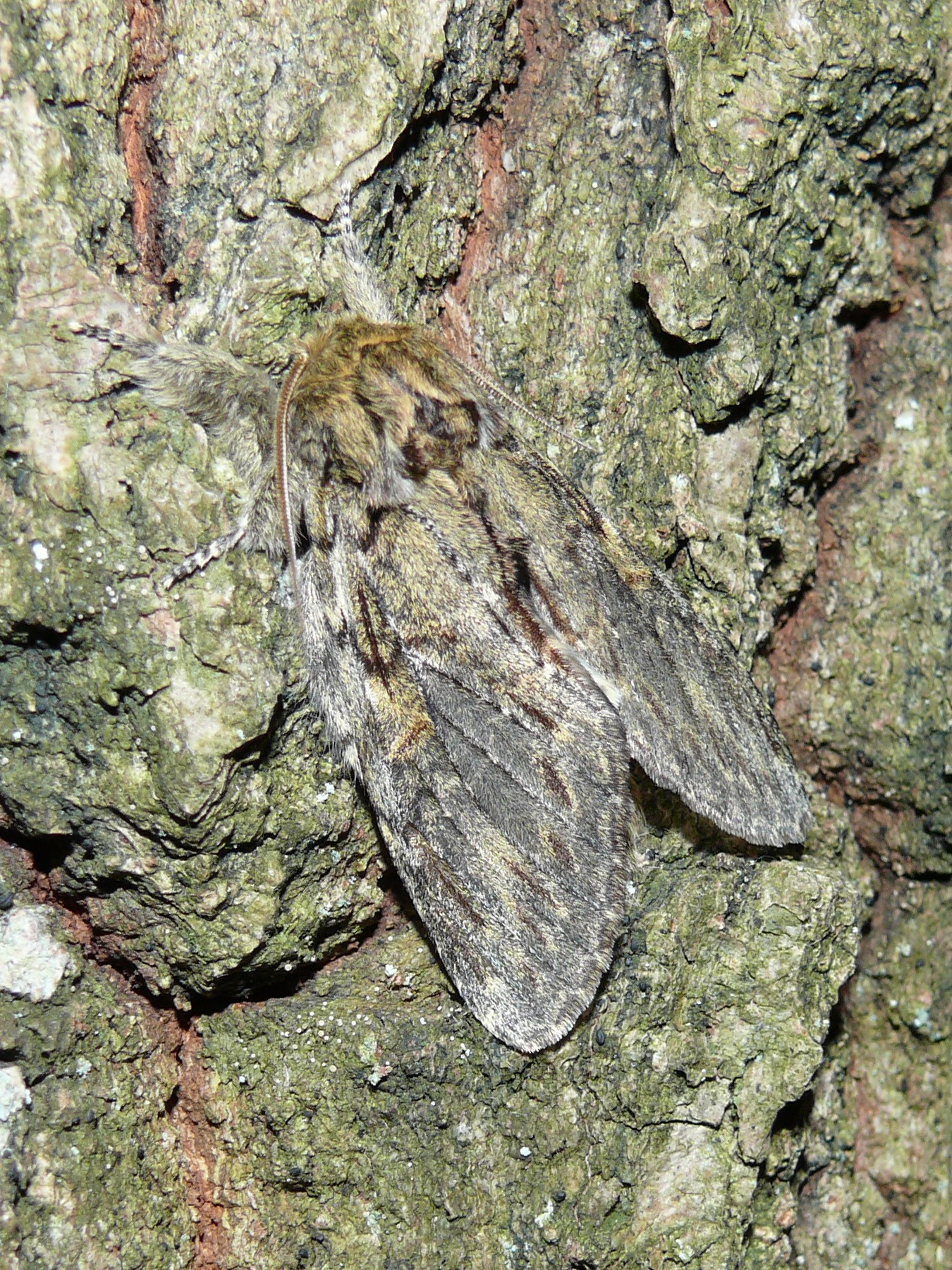
Peridea anceps, ailes fermées

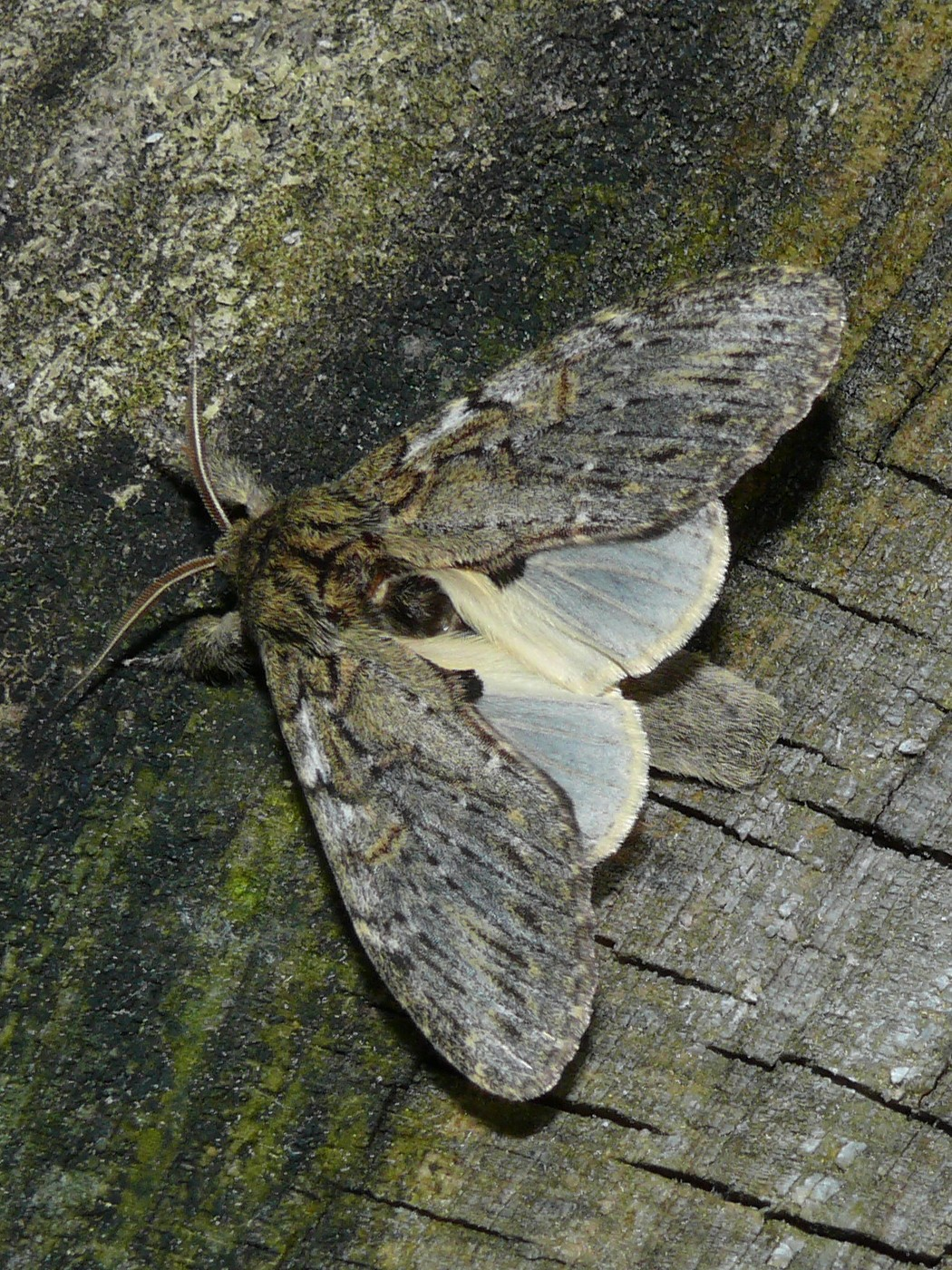
Peridea anceps, ailes ouvertes

## Caractéristiques
- Répartition : de l’Europe à l’Irak.
- Longueur de l'aile antérieure : 25 à 28 mm.
- Période de vol : d’avril à juillet.
- Habitat : bois.
- Plantes-hôtes : Quercus, parfois Betula.

## Source
- P.C. Rougeot, P. Viette, Guide des papillons nocturnes d'Europe et d'Afrique du Nord, Delachaux et Niestlé, Lausanne 1978.